# Carcinoide polmonare tipico
Il  carcinoide polmonare tipico  è una neoplasia polmonare a bassa aggressività biologica che origina per degenerazione neoplastica delle cellule del Kulchitsky del sistema APUD broncoalveolare. Fa parte dello spettro di differenziazione dei tumori neuroendocrini toracici insieme al carcinoide polmonare atipico, al carcinoma a grandi cellule ed al carcinoma a piccole cellule o microcitoma.

## Epidemiologia
Più diffusa in età giovanile, ma si mostra in qualunque età.Rappresenta il sottogruppo di tumori neuroendocrini in cui si riscontra il maggiore incremento nell'incidenza (numero di nuovi casi/anno); poco correlato all'uso del tabacco.

## Patogenesi
La progressione comincia da una forma di iperplasia detta "Tumorlet" che rappresenta un iniziale fenomeno a carattere benigno, ma che spesso evolve in un carcinoide tipico, a bassa malignità e con ridotte percentuali di metastatizzazione.
Dalla forma tipica ne possono nascere altre atipiche più aggressive, fino ad arrivare al carcinoma neuroendocrino a grandi cellule ed al carcinoma a piccole cellule.

## Sintomatologia
I sintomi e segni clinici cambiano a seconda della localizzazione del tumore. Nel 40% dei casi è un tumore asintomatico il cui riscontro è casuale; altre volte si manifesta con segni e sintomi locali e sistemici.
I segni e sintomi locali sono associati principalmente alla crescita endobronchiale con progressiva ostruzione; si ha: atelectasia e sindromi asmatiformi, emottisi, bronchiectasie, air-trapping, polmoniti ricorrenti o croniche.
I segni e sintomi sistemici sono invece più spesso associati alla sregolata produzione ormonale da parte delle cellule neoplastiche. La produzione di Serotonina determina flushing cutaneo, diarrea acquosa, cardiopalmo e coinvolgimento dell'endocardio con stenosi.
La produzione di cortisolo, che si riscontra più frequentemente nelle fasi avanzate della malattia, può determinare comparsa della sindrome di Cushing, che si manifesta con ipertensione, iperglicemia, perdita di peso, anemia, osteoporosi e immunodepressione.
La produzione di GH determina acromegalia, con ispessimento generalizzato delle ossa, specialmente delle falangi distali, e facies leonina.

## Diagnosi
Rx torace: spesso negativa a meno che la massa non sia già visibile, ma può fornire segni indiretti come l'atelectasia e l'air trapping.
TC: gold standard, permette di valutare i rapporti anatomici della neoplasia, le dimensioni e la sede per corretta rimozione; permette di studiare l'eventuale infiltrazione nel mediastino e ai linfonodi ed eventuali noduli satelliti non rilevabili in broncoscopia.
PET: fornisce informazioni sul metabolismo e sul consumo di glucosio così da indicare loci ad attività sospetta.
Fibroscopia: permette di prelevare del tessuto per l'esame istologico, ma spesso provoca sanguinamento per la ricca vascolarizzazione della massa.

## Terapia
La Chirurgia rappresenta l'unico trattamento in grado di assicurare la guarigione. L'intervento di asportazione della massa tumorale prevede diverse tecniche; la resezione può essere anatomica e riguardare un intero lobo o segmento polmonare, o atipica: in questo caso si effettua una resezione a cuneo, indicata nei pazienti che non sono in grado di affrontare un intervento con resezione polmonare importante.
Qualora questo non sia possibile, sono disponibili alcune strategie terapeutiche basate sull'uso di farmaci specifici.

## Prognosi
La prognosi è migliore per le forme tipiche. Sopravvivenza a 5 anni 80-100% nelle forme tipiche, 60-80% nelle forme atipiche.